# Xenaporus
Xenaporus (лат.) — род дорожных ос (Pompilidae).

## Распространение
Палеарктика. Неарктика. В Европе 4 вида.

## Описание
Охотятся и откладывают яйца на пауков, которых парализуют с помощью жала. Личинки — эктопаразитоиды пауков. Основание усиков расположено ближе к наличнику, чем к глазку. Коготки равномерно изогнутые. Вершина средней и задней голеней, помимо шпор, несёт шипы разной длины. Верх задних бёдер с 1—5 предвершинными короткими прижатыми шипиками.

## Классификация
- Xenaporus bytinskii (Priesner, 1966)
- Xenaporus dayi Wolf, 1990 — Швейцария, Неарктика.
- Xenaporus inesperatus (Giner Mari, 1942) — Испания, Неарктика.
- Xenaporus schmidti Priesner, 1967